# Сабсай Михайло Іванович
Сабса́й Миха́йло Іва́нович (*4 грудня 1943, місто Архангельськ) — російський акушер-гінеколог, доктор медичний наук (1990), професор (1991), заслужений працівник охорони здоров'я Удмуртії (1994).
У 1969 році закінчив Іжевський державний медичний інститут. З 1987 року завідувач кафедри акушерства та гінекології ІДМІ.
Основні напрями дослідницької роботи — гінекологічна ендокринологія. Автор 90 друкованих праць, серед них 1 монографії.

## Твори
- Медико-социальные аспекты абортов//Актуальные вопросы акушерства и гинекологии: Тезисы докладов I съезда акушеров-гинекологов Пермской обл. — Пермь, 1989 (рос.)